# 协作分集
协作分集（英語：cooperative diversity）是无线网络中的多个拥有独立无线的无线节点协作实现空间分集的方法。其最基本的思想是在无线接收端将直传信号（来自源节点）以及中继信号(来自中继节点)均作为有用信号以合并解码进而提升无线网络的通信性能（信道容量，可靠性等）。与通常方法相比，协作分集方法将中继信号视作有用信号，而非干扰信号。

## 基本场景
协作分集的最简单场景包含一个源节点，一个中继节点以及一个目标节点，两两节点可以互相通信。在协作分集方法中，目标节点将收到并合并来自源节点的直传信号以及来自中继节点的中继信号。中继节点发送的中继信号亦来自源节点，但在转发之前需要进行处理。

## 中继策略
协作分集的中继策略指中继节点对来自源节点信号的处理和转发方式。最基本的中继策略有放大转发，解码转发以及压缩转发等等。
- 放大转发：中继节点将来自源节点的信号进行功率发大后转发。
- 解码转发：中继节点首先解码来自源节点的信号，并进行重新编码后转发。
- 压缩转发：中继节点将来自源节点的信号进行压缩（并不解码）后转发。